# Sam Lyndon
Sam Lyndon (13 de agosto de 1979) es un actor australiano.

## Biografía
Sam nació en Inglaterra y se crio en Fremantle, Western Australia. Su hermano mayor es el actor Simon Lyndon.
En 2005 se graduó del Actors Centre Australia's Journey Program.

## Carrera
En 2006 interpretó en dos episodios en la exitosa y popular serie australiana Home and Away donde interpretó al profesor Steve Braeburn, quien tiene una breve relación con la estudiante Lee Morton (Natasha Lee), a quien deja emabrazada e intenta secuestrarla sin embargo no logra su cometido y es arrestado. Posteriormente apareció de nuevo en la serie en 2008 esta vez interpretando al soldado Adam Masters durante el episodio # 1.4618, Adam llega a la bahía para ayudar a su amigo Roma Harris Conrad Coleby) a encontrar evidencia del suicidio de Sam.
En 2010 apareció en la serie policíaca Cops: L.A.C. donde interpretó a Declan. Ese mismo año apareció en la película 	Caught Inside donde interpretó a Rob, un joven que junto a sus compañeros son secuestrados por un psicópata y deben de luchar por salir con vida.
En 2011 apareció como invitado en la serie Crownies donde interpretó a Karl Lincoln. Ese mismo año apareció en la miniserie Paper Giants: The Birth of Cleo donde interpretó a Roger Rogerson y en la película de terror The Bunyip Movie donde interpretó a Tanc Lorenzo.

## Filmografía[4]
- Series de televisión.:

| Año  | Serie                           | Personaje      | Notas                           |
| ---- | ------------------------------- | -------------- | ------------------------------- |
| 2011 | Crownies                        | Karl Lincoln   | episodio # 1.17                 |
| 2011 | Paper Giants: The Birth of Cleo | Roger Rogerson | episodio "Part Two" - miniserie |
| 2010 | Cops: L.A.C.                    | Declan         | episodio "Illegal Dumping"      |
| 2009 | Rescue Special Ops              | Adam           | episodio # 1.11                 |
| 2008 | All Saints                      | Stewart        | episodio "Spinning Out Again"   |
| 2006 | Home and Away                   | Steve Braeburn | 2 episodios                     |
| 2006 | Blue Water High                 | Jay            | -                               |

- Películas.:

| Año  | Título           | Personaje    | Notas                                                                                            |
| ---- | ---------------- | ------------ | ------------------------------------------------------------------------------------------------ |
| 2014 | Bunyip           | Tanc Lorenzo | junto a Denby Weller, Candice Storey, David Richards, Kristiano Carroll y Andy James Marsh       |
| 2013 | Rings in Time    | Héroe        | corto - junto a Dorje Swallow y Susanna Dekker                                                   |
| 2013 | Around the Block | Brucey       | junto a Christina Ricci, Matt Nable, Damian Walshe-Howling, Daniel Henshall y Andrea Demetriades |
| 2010 | Hobby Farm       | Cootes       | junto a Dean Baker, Stephanie Begg, Renzo Bellato y John Boxer                                   |
| 2010 | At the Tattooist | Jason        | corto - junto a Cariba Heine, Adelaide Clemens, Alycia Debnam Carey y Indiana Evans              |
| 2010 | Caught Inside    | Rob          | junto a Ben Oxenbould, Daisy Betts, Leeanna Walsman, Simon Lyndon, Harry Cook y Peter Phelps     |
| 2009 | The Dinner Party | Matts        | junto a Lara Cox, Ben Seton y Mariane Power                                                      |
| 2007 | Fall             | Rook         | corto                                                                                            |
| 2005 | Best and Fairest | Adam         | corto - junto a Simon Lyndon                                                                     |
| 2002 | Wraith           | Michael      | corto                                                                                            |
| 2002 | Pail Face-Punked | Sam          | corto                                                                                            |

- Teatro.:

| Año  | Obra                   | Personaje    | Director       | Teatro               | Notas |
| ---- | ---------------------- | ------------ | -------------- | -------------------- | ----- |
| 2006 | Fire                   | Tony         | Fiona Hallenan | Darlinghurst Theatre | -     |
| 2006 | Megan Mostyn Brown     | Simon Abbott | Eliza Gorka    | Old Fitz. Theatre    | -     |
| 2005 | Tarantula              | Jake         | Jessica Symes  | Stables Theatre      | -     |
| 2005 | True West              | Lee          | John Sheedy    | -                    | -     |
| 2004 | As You Like It         | Orlando      | Simon Hunt     | -                    | -     |
| 2004 | A Month in the Country | Beliaev      | Dean Carey     | -                    | -     |